# Barfän
Barfän är en sjö i Sunne kommun i Värmland och ingår i Göta älvs huvudavrinningsområde. Sjön har en area på 0,0734 kvadratkilometer och ligger 103,2 meter över havet. Sjön avvattnas av vattendraget Björka älv (Björknan).

## Delavrinningsområde
Barfän ingår i det delavrinningsområde (664971-135555) som SMHI kallar för Ovan Tvärån. Medelhöjden är 139 meter över havet och ytan är 37,92 kvadratkilometer. Räknas de 7 avrinningsområdena uppströms in blir den ackumulerade arean 119,76 kvadratkilometer. Björka älv (Björknan) som avvattnar avrinningsområdet har biflödesordning 3, vilket innebär att vattnet flödar genom totalt 3 vattendrag innan det når havet efter 336 kilometer. Avrinningsområdet består mestadels av skog (57 procent), öppen mark (15 procent) och jordbruk (21 procent). Avrinningsområdet har 0,07 kvadratkilometer vattenytor vilket ger det en sjöprocent på 0,2 procent.